# Rotensohl
Rotensohl ist ein Teilort von Großkuchen, einem Stadtteil von Heidenheim an der Brenz im Landkreis Heidenheim auf der Schwäbischen Alb.

## Lage
Der Weiler Rotensohl liegt in einem Trockental des Härtsfelds an der Straße von Großkuchen nach Schnaitheim.

## Geschichte
Rotensohl wurde das erste Mal 1301 als Rottensol erwähnt, als die Oberbayrischen Herzöge Ludwig und Rudolf die Abtei Neresheim damit beschenkten. Der Weiler ging im 14. oder 15. Jahrhundert ab, wurde 1484 jedoch durch das Kloster wieder neu angelegt. Im Dreißigjährigen Krieg ging der Ort nochmals ab, wurde aber 1784 wieder neu besiedelt.